# In the Moonlight (album)
Secondo album dei Loituma, pubblicato in Finlandia con il titolo Kuutamolla nel 1998 e ripubblicato per il mercato internazionale con il titolo In the Moonlight nel 1999.

## Tracce
1. "Laulu laiskana pitävi / Singing Keeps You Lazy" - 3:32
2. "Menuetti / Minuet" - 5:03
3. "Inttäjäispolska / Dissertation Polska" - 3:16
4. "Mikaelin kirkonkellot / The Bells of St. Michael's" - 5:42
5. "Tähden lentäessä / Shooting Star" - 5:05
6. "Hiekkarantakuhertelua / Beach Cooing" - 3:43
7. "Salaisia kyyneleitä / Secret Tears" - 3:31
8. "Kuutamolla kahden / Te quiero dijiste" - 4:43
9. "Nuustielle / Back To Sniff Road" - 2:36
10. "Utu / Haze" - 4:32
11. "Kultaansa kuuleva / Hearing His Beloved" - 3:50